# Quick Step and Side Kick
Quick Step and Side Kick è un album discografico del gruppo musicale inglese Thompson Twins pubblicato nel 1983.

## Tracce
Lato 1
1. Love On Your Side – 4:25
2. Lies – 3:15
3. If You Were Here – 2:55
4. Judy Do – 3:48
5. Tears – 5:00
6. Watching – 3:57
7. We Are Detective – 3:05
8. Kamikaze – 3:57
9. Love Lies Bleeding – 2:50
10. All Fall Out – 5:25

Lato 2
1. Love Lies Fierce – 6:45
2. Long Beach Culture – 6:48
3. No Talkin' – 6:18
4. Rap Boy Rap – 7:22
5. Frozen In Time – 6:28
6. Fallen Out – 3:30

## Formazione
- Tom Bailey
- Alannah Currie
- Joe Leeway

## Collaboratori
- Monte Brown (Watching)
- Boris Bansby-Williams (Tears e If You Were Here)
- Grace Jones (Watching)